# Marcelle Puy
Pour les articles homonymes, voir Puy.
Marcelle Puy, née le 3 avril 1970 et originaire de La Réunion (France), est une sportive française, championne d’ultra-trail et de course à pied en montagne. Elle a notamment remporté le Grand Raid de La Réunion à cinq reprises.

## Biographie
Née en 1970 à La Possession, Marcelle est la benjamine d’une fratrie de 14 enfants (7 filles et 7 garçons). Elle est très proche de sa famille qui la soutient énormément dans son parcours sportif. Elle est aussi mère de deux garçons.
En 1990, elle commence la course de fond et elle remporte de nombreux podiums en trail et en ultra-trail durant les années 1990, 2000 et 2010.
Elle est quintuple championne de l’épreuve reine de trail à La Réunion, le Grand Raid (1995, 2002, 2007, 2008 et 2010). Elle a déclaré en 2010 qu’il s’agissait de sa dernière participation à l’épreuve : « Ma décision est prise. Après celui-là, j’arrête. En termes d’investissement, c’est devenu beaucoup trop dur. Si je le refais un jour, ce sera pour accompagner un proche, mais en allant à son rythme. ».
Son entraînement ne se limite pas à la course à pied en montagne, elle pratique également le vélo en complément. Elle a également pratiqué le handball pendant deux ans (en 1988 et 1989) et le football pendant un an.   
À la suite des élections municipales de 2014, elle est membre du conseil municipal de La Possession. Le 28 mai 2014, elle devient membre du conseil général de La Réunion en remplacement de Roland Robert, récemment décédé.

## Palmarès
En 20 ans de carrière, Marcelle Puy a remporté de nombreux titres de championne dans sa discipline. En voici une liste non exhaustive:
| Année | Compétition                               | Lieu       | Place | Épreuve       | Temps            |
| ----- | ----------------------------------------- | ---------- | ----- | ------------- | ---------------- |
| 2023  | Grand Raid                                | La Réunion | 6e    | Ultra-trail   | 33 h 22 min 01 s |
| 2021  | Mascareignes                              | La Réunion | 2e    | Ultra-trail   | 10 h 49 min 21 s |
| 2019  | Mascareignes                              | La Réunion | 3e    | Ultra-trail   | 09 h 09 min 43 s |
| 2017  | Grand Raid                                | La Réunion | 3e    | Ultra-trail   | 30 h 58 min 58 s |
| 2014  | Ultra Maurice                             | Maurice    | 1re   | Ultra-trail   | 25 h 50 min 55 s |
| 2010  | Grand Raid                                | La Réunion | 1re   | Ultra-trail   | 31 h 48 min      |
| 2010  | D-Tour                                    | La Réunion | 1re   |               | 5 h 29 min 49 s  |
| 2009  | Cimasalazienne                            |            | 1re   |               | 7 h 57 min       |
| 2009  | Course de l'Arc-en-ciel                   |            | 1re   |               | 8 h 32 min       |
| 2008  | Course de l'Arc-en-ciel                   |            | 1re   |               | 7 h 57 min       |
| 2008  | Grand Raid                                |            | 1re   | Ultra-trail   | 26 h 20 min      |
| 2007  | Grand Raid                                |            | 1re   | Ultra-trail   | 29 h 5 min       |
| 2007  | 100 km des Gorges du Verdon               |            | 1re   |               |                  |
| 2007  | D-Tour                                    |            | 1re   |               | 5 h 2 min        |
| 2006  | Course du Géranium                        |            | 1re   |               | 1 h 41 min       |
| 2006  | Raid de Serre Chevalier                   |            | 2e    |               |                  |
| 2005  | Course de l'Arc-en-ciel                   |            | 1re   |               | 9 h 56 min       |
| 2005  | Championne de la Réunion de cross-country |            | 1re   |               |                  |
| 2005  | Boucle du Bassin Vital                    |            | 1re   |               | 1 h 34 min       |
| 2003  | Jeux des îles                             | Maurice    | 3e    | 5 000 mètres  |                  |
| 2003  | Jeux des îles                             | Maurice    | 3e    | 10 000 mètres |                  |
| 2002  | Grand Raid                                |            | 1re   | Ultra-trail   | 20 h 54 min      |
| 1999  | Cimasalazienne                            |            | 1re   |               | 8 h 32 min       |
| 1997  | Jeux des îles                             | Maurice    | 3e    | 5 000 mètres  |                  |
| 1997  | Jeux des îles                             | Maurice    | 3e    | 10 000 mètres |                  |
| 1995  | Grand Raid                                |            | 1re   | Ultra-trail   | 24 h 59 min      |